# Give Out But Don't Give Up
Albums de Primal Scream
Dixie-Narco
(1992) Vanishing Point
(1997)
Give Out But Don't Give Up est le quatrième album studio du groupe écossais de rock indépendant Primal Scream sorti le 28 mars 1994 sur le label Creation Records.

## Liste des chansons
Toute la musique est composée par Bobby Gillespie, Andrew Innes et Robert Young, sauf mentions.
| No  | Titre                                                                                    | Durée |
| --- | ---------------------------------------------------------------------------------------- | ----- |
| 1.  | Jailbird                                                                                 | 3:46  |
| 2.  | Rocks                                                                                    | 3:37  |
| 3.  | (I'm Gonna) Cry Myself Blind                                                             | 4:30  |
| 4.  | Funky Jam                                                                                | 5:24  |
| 5.  | Big Jet Plane                                                                            | 4:15  |
| 6.  | Free                                                                                     | 5:30  |
| 7.  | Call on Me                                                                               | 3:50  |
| 8.  | Struttin'                                                                                | 8:29  |
| 9.  | Sad and Blue                                                                             | 3:27  |
| 10. | Give Out But Don't Give Up (George Clinton, Bobby Gillespie, Andrew Innes, Robert Young) | 6:16  |
| 11. | I'll Be There for You                                                                    | 6:34  |
| 12. | Everybody Needs Somebody                                                                 | 5:22  |